# Operace Mavet la-poleš
Operace Mavet la-poleš (hebrejsky:  מבצע מוות לפולש, Mivca Mavet la-poleš též uváděno v plurálu, Mivca Mavet la-polešim, doslova Operace Smrt vetřelci nebo Operace Smrt vetřelcům) byla vojenská akce provedená v červenci 1948 během první izraelsko-arabské války izraelskou armádou. Jejím cílem bylo prolomit egyptskou frontu v Negevské poušti. Navazovala přímo na Operaci An-Far.

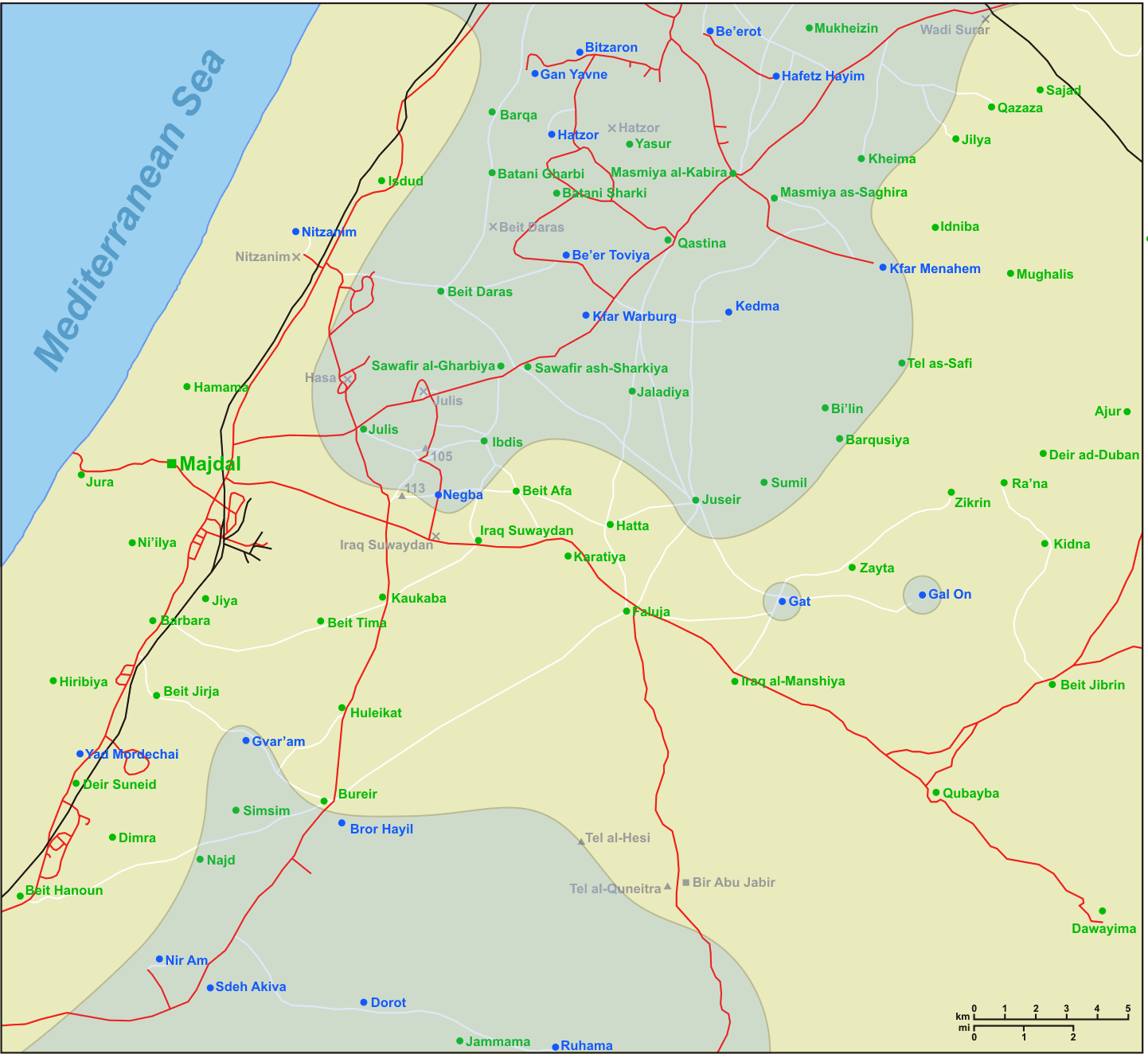
Izraelská frontová linie na severu Negevu k 15.–16. červenci 1948 (tmavší plocha) po skončení Operace An-Far a na začátku Operace Mavet la-poleš, uprostřed egyptský koridor (světlejší plocha)

V květnu 1948 začala první arabsko-izraelská válka, která na rozdíl od předchozí fáze, takzvané občanské války v Palestině, měla již jednoznačný charakter konvenčního konfliktu, do kterého se navíc zapojilo několik invazních armád sousedních arabských států. V Negevu operovala egyptská armáda, která se odtud tlačila směrem do centra země a k Jeruzalému. Poblíž arabského města al-Faludža (dnes zde stojí židovské město Kirjat Gat) obsadili Egypťané klíčovou silniční křižovatku a docílili toho, že velká oblast židovských osad jižněji odtud v Negevské poušti, byla odříznuta od zbytku izraelského území. Počátkem července 1948 vypršelo krátké příměří a následovalo intenzivní období bojů. Šlo o součást širší ofenzívy Izraele (takzvané Bitvy deseti dnů). Po nerozhodné Operaci An-Far měl být definitivně prolomen koridor na jih.
Operaci Mavet la-poleš provedla Brigáda Giv'ati. Útok započal 15. července 1948 krátce poté, co neuspěl egyptský pokus o odpoutání izraelské pozornosti prostřednictvím útoku na židovskou vesnici Gal On. Útok byl neúspěšný a Egypťané potřebovali jistý čas k přeskupení sil. Akce Mavet la-poleš  trvala do 18. července, kdy v platnost vstoupilo další příměří. Výsledkem bylo mírné izraelské vítězství v podobě úzkého pozemního koridoru směrem na jihu, který přerušil egyptské západovýchodní silniční spojení mezi městy Madždal a Bajt Džibrin. V členitém terénu a při absenci pevných frontových linií ovšem Egypťané dokázali zřídit provizorní silniční spojení mezi arabskou vesnicí Karatija, takzvaná egyptská Barmská cesta. Následně se pak o okolí Faludžy a koridor na jih vedla Operace GJS.